# Natalia Joukova (ski de fond)
Pour les articles homonymes, voir Natalia Joukova et Joukova.
Natalia Joukova (en russe : Наталья Сергеевна Жукова, Natalia Sergueïevna Joukova), née le 19 juillet 1992 à Kazan, est une fondeuse russe qui a commencé sa carrière en 2008.

## Biographie
Lors des Championnats du monde junior 2012 à Erzurum, elle remporte deux médailles d'or dont une en individuel (5 kilomètres classique).
Aux Championnats du monde des moins de 23 ans en 2013 à Liberec, elle prend la quatrième place sur le skiathlon.
Elle fait ses débuts en Coupe du monde en février 2013 à Sotchi, prenant la dixième place du skiathlon et obtient son meilleur résultat dans cette compétition en janvier 2014 à Szklarska Poręba (8e du dix kilomètres classique). En février 2014, elle participe aux Jeux olympiques de Sotchi devant son public, où elle termine notamment septième du 10 km classique, ainsi que deux fois quinzième en individuel.
Aux Championnats du monde 2015, son meilleur résultat individuel est treizième sur le skiathlon.
La Russe court une dernière saison en Coupe du monde en 2015-2016.

## Palmarès

### Jeux olympiques d'hiver
| Épreuve / Édition | Sprint | Sprint                           | 10 km                            | 10 km     | Skiathlon 2 × 7,5 km | 30 km | Relais | Relais   |
| Épreuve / Édition | libre  | classique                        | libre                            | classique | Skiathlon 2 × 7,5 km | 30 km | Sprint | 4 × 5 km |
| JO 2014 Sotchi    | —      | Épreuve inexistante à cette date | Épreuve inexistante à cette date | 7e        | 15e                  | 15e   | —      | DSQ      |

Légende :
- : pas d'épreuve
- — : non disputée par Joukova
- DSQ : l'équipe russe est disqualifiée

### Championnats du monde
| Épreuve / Édition           | Sprint                           | Sprint    | 10 km | 10 km                            | Skiathlon 2 × 7,5 km | 30 km | Relais | Relais   |
| Épreuve / Édition           | libre                            | classique | libre | classique                        | Skiathlon 2 × 7,5 km | 30 km | Sprint | 4 × 5 km |
| Mondiaux 2013 Val di Fiemme | Épreuve inexistante à cette date | —         | 33e   | Épreuve inexistante à cette date | —                    | —     | —      | —        |
| Mondiaux 2015 Falun         | Épreuve inexistante à cette date | —         | 17e   | Épreuve inexistante à cette date | 13e                  | 22e   | —      | 7e       |

Légende :
- : pas d'épreuve
- — : non disputée par Joukova

### Coupe du monde
- Meilleur classement général : 63e en 2015.
- Meilleur résultat individuel : 8e.

#### Classements par saison
| Saison / Épreuve | Saison / Épreuve | Général | Général | Distance | Distance | Sprint | Sprint | Tour de ski | Finales | Nordic Opening |
| ---------------- | ---------------- | ------- | ------- | -------- | -------- | ------ | ------ | ----------- | ------- | -------------- |
| Saison / Épreuve | Saison / Épreuve | Class.  | Points  | Class.   | Points   | Class. | Points | Tour de ski | Finales | Nordic Opening |
| 2013             | 2013             | 65e     | 56      | 44e      | 56       | -      | -      | -           | -       | -              |
| 2014             | 2014             | 71e     | 47      | 45e      | 47       | -      | -      | -           | -       | 50e            |
| 2015             | 2015             | 63e     | 65      | 39e      | 65       | -      | -      | -           | -       | -              |
| 2016             | 2016             | 72e     | 28      | 45e      | 28       | -      | -      | -           | -       | -              |

Légende :
- - : non classée

### Championnats du monde junior
- Erzurum 2012 :
  -  Médaille d'or du 5 km classique.
  -  Médaille d'or du relais.

### Coupe d'Europe de l'Est
- 3 podiums, dont 1 victoire.

### Championnats de Russie
- Championne sur le skiathlon en 2014 et 2015.
- Championne sur le dix kilomètres libre en 2015.